# Pozňaky
Pozňaky (ukrajinsky Позняки) je městská čtvrť a sídliště Kyjeva, jež leží na levém břehu Dněpru. Nachází se mezi řekou Dněpr, železnicí, ulicí Revuckého a prospektem Mykoly Bažana. Hraničí se sídlišti Charkivskyj masyv, Berezňaky a Osokorky. 
Stejnojmenné sídliště Pozňaky se buduje a rozšiřuje od roku 1989. Stanice metra Pozňaky byla otevřena v roce 1994. 

## Název
Historici nemají jednotný názor na původ názvu Pozňaky. Název s největší pravděpodobností pochází z příjmení Pozňakov. Na začátku 17. století vlastnili bohatí rolníci Mojžíš a Leonitus Pozňakovi osadu Pankviščina na levém břehu Dněpru. která se také nazývala Pozňakivščina. Neexistují však žádné přímé důkazy o souvislosti této osady a názvem Pozňaky.
Jiné teorie odvozují původ názvu od řeky Pozňakivka, která protékala místy, kde dnes čtvrť stojí, případně od starého slova „pozňak“, které označovalo něco/někoho, co/kdo dozrálo později, než obvykle. Historici jej přiřazují k možné přezdívce původního majitele jedné z vesnic, které zde stály před výstavbou sídliště.

## Historie

### Kozácké a litevské období
Dnešní sídliště Pozňaky vzniklo na místě bývalé stejnojmenné vesnice, známé od dob Polsko-litevské unie. Obec byla poprvé zmíněna v roce 1571 v popisu státních statků. V roce 1631 Mojžíš Pozňak prodal (nebo převedl) ves kyjevskému metropolitovi Petrovi Mohylovi, který ji následně daroval Bratskému klášteru. Právo kláštera vlastnit vesnici bylo v průběhu 17. a 18. století opakovaně potvrzováno.
V letech 1648 až 1782 byla vesnice součástí perejaslavské Gogolovy stovky a později Kyjevského pluku hejtmanátu.

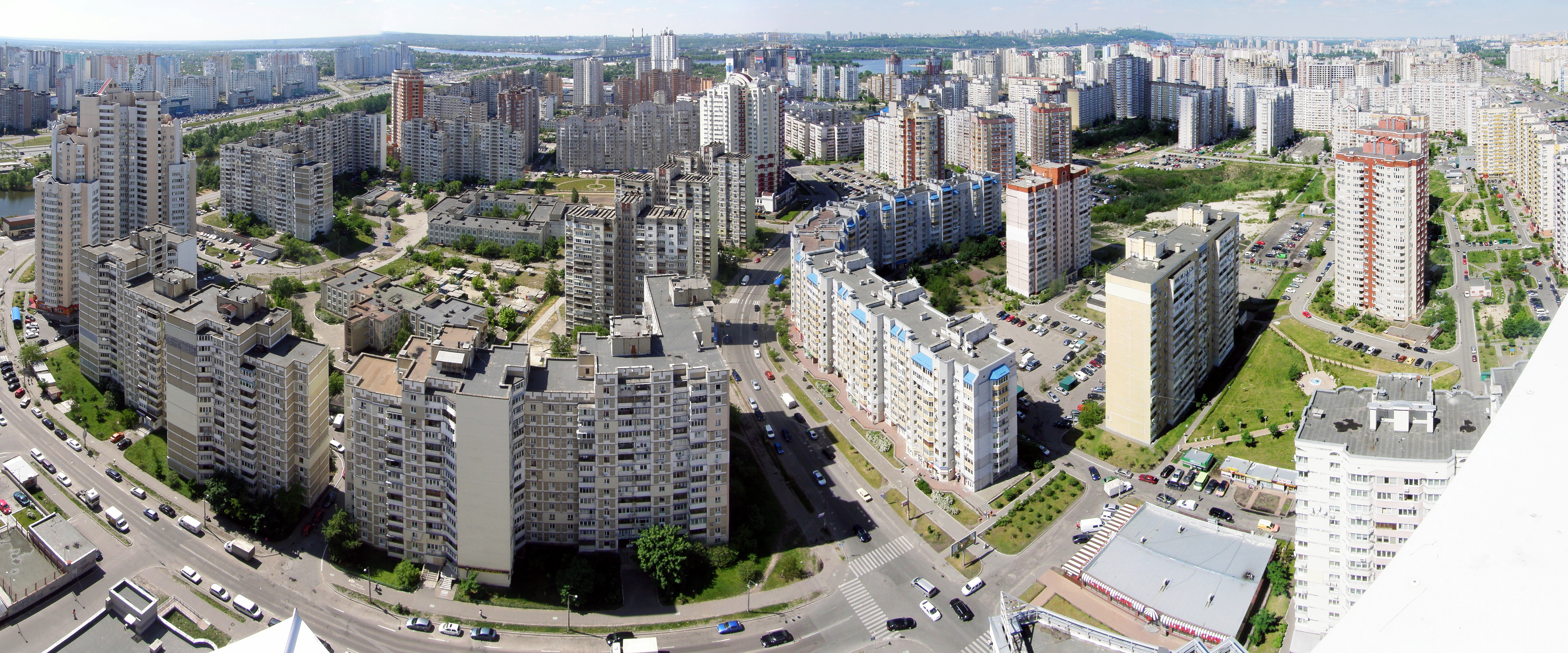
Východní Pozňaky

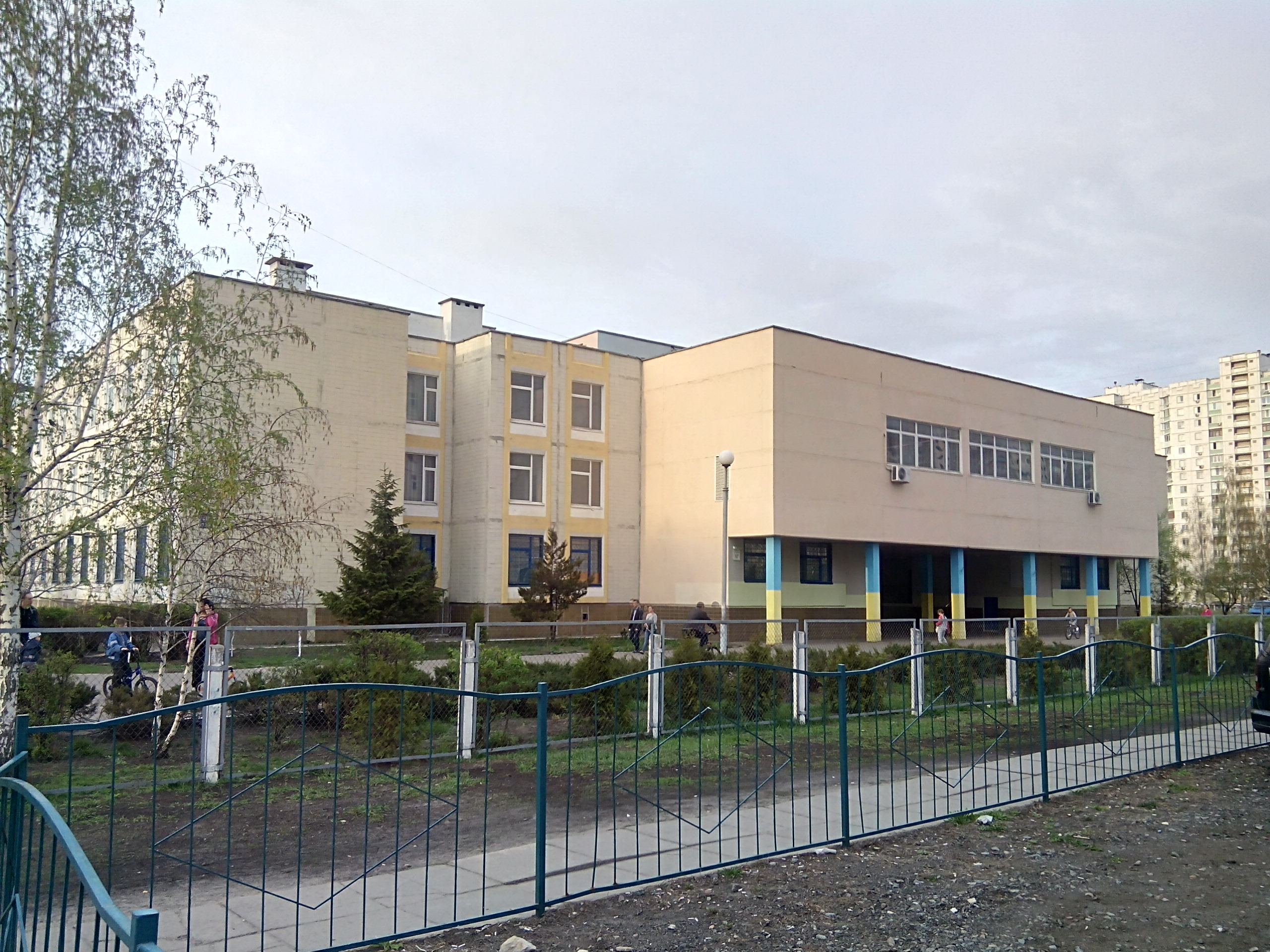
Slovanské gymnázium

Během tohoto období se osada rozrůstala. V roce 1636 byla zmiňována jako „farma Pozňakovščizna“ , v 70. letech 17. století jako „osada Pozňaky“ a v roce 1694 jako „vesnice Pozňaky“. Obyvatelé vesnice se zabývali chovem zvířat, rybolovem, proutěným zbožím a produkty své práce prodávali v Kyjevě. V roce 1723 se osada skládala z 22 dvorů, v roce 1766 z 31 dvorů, kde žilo 253 obyvatel. V historii se v této oblasti zmiňují dva kostely; Třiochsvjatělský a Vvedenský.

### Ruská říše
V roce 1802 se vesnice Pozňaky stala součástí Brovarského volostu Osterského okresu Černihivské gubernie. V roce 1859 byla obec zmiňována jako státní obec s 66 domácnostmi, 165 muži a 198 ženami. Do roku 1897 měla obec 93 domácností a 921 obyvatel.

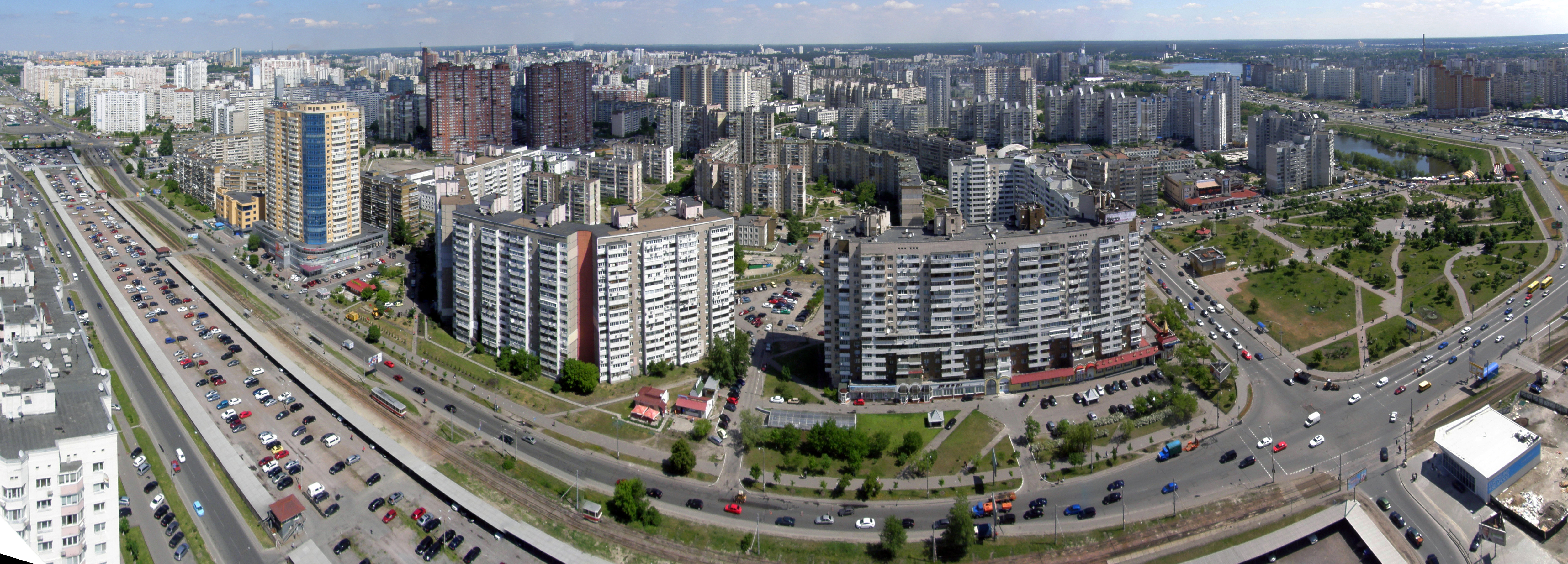
Západní Pozňaky

### 20. století
V roce 1903 byla Mykylsko-slobodská volosť oddělena od Brovarské volosti, která zahrnovala mimo jiné i další vesnice na levém břehu Dněpru, včetně vesnice Pozňaky. Toto administrativní členění existovalo až do roku 1923. V roce 1917 se v obci Pozňaki skládalo 255 domácností s 1 519 obyvateli. Na začátku 20. let 20. století byla obec rozdělena na Staré a Nové Pozňaky. V roce 1923 zde žilo 248 domácností a 1 387 obyvatel, v roce 1930 šlo již o 390 domácností a 1 613 obyvatel a v roce 1939 ve vesnici žilo 1 764 obyvatel.
Koncem 20. let 20. století se komunistické úřady uchýlily k represím proti majetnějším obyvatelům obce a násilně verbovaly lidi do kolektivních farem. V roce 1932, když stát kontroloval veškerou úrodnou půdu, došlo k hladomoru, při kterém zemřelo 740 obyvatel vesnice. Zároveň byl zničen kamenný pravoslavný kostel, který byl obnoven až v roce 2000. Staré hřbitovy byly zlikvidovány a mrtví byli od té doby pohřbíváni na Darnyckém hřbitově. V letech 1923–1930 byly Staré a Nové Pozňaky součástí Brovarského okresu Kyjevské oblasti a v letech 1930–1935 byly součástí tzv. kyjevského předměstského pásu. V roce 1935 se vesnice Pozňaky stala součástí nově vytvořeného Darnyckého okresu města Kyjeva.
Dne 29. září 1943 obsadily sovětské jednotky Pozňaky. Během druhé světové války zemřelo 120 obyvatel vesnice.

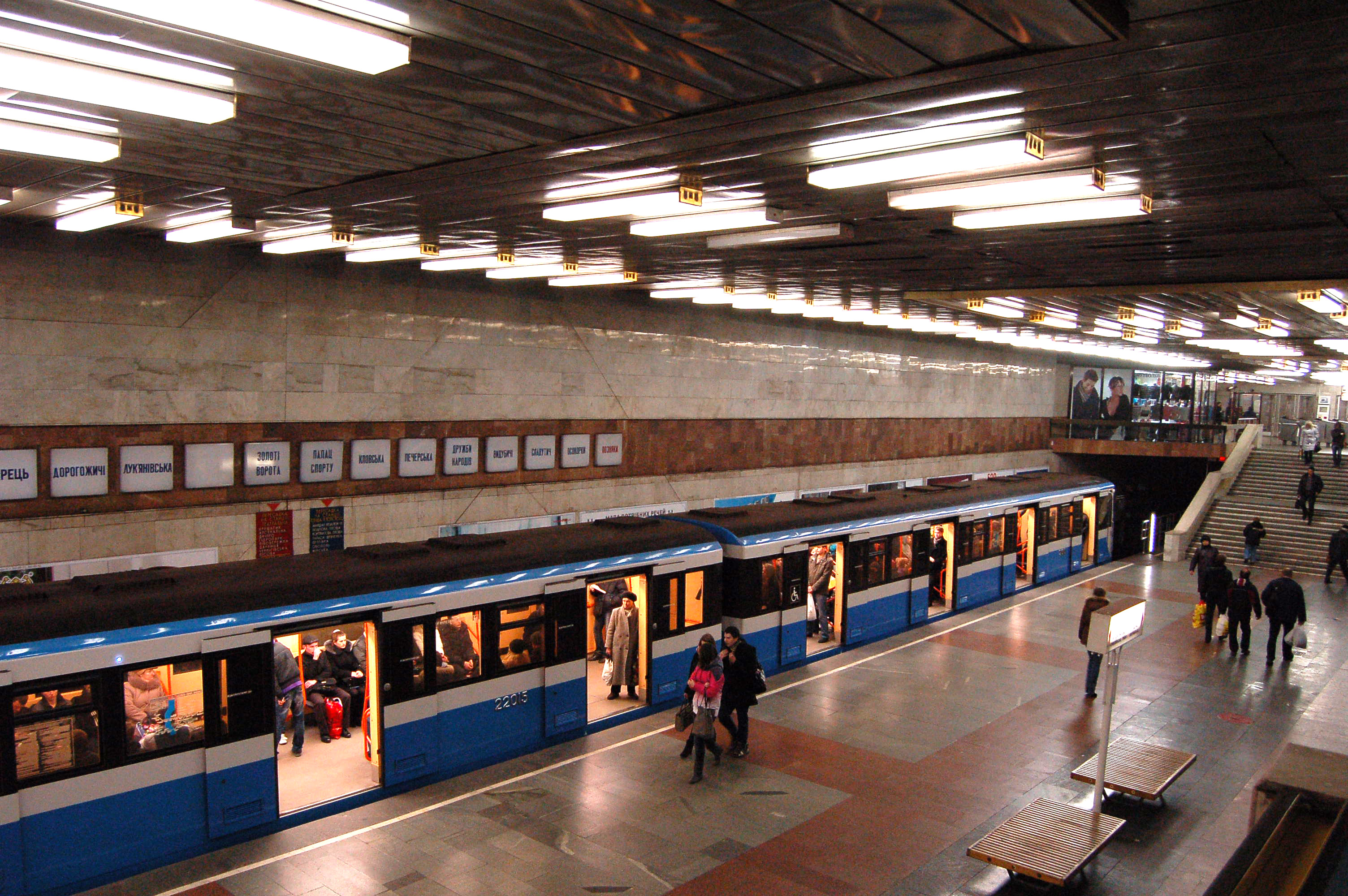
Stanice metra Pozňaky

V 80. letech 20. století byla zbourána významná část starých budov a na jejich místě je od roku 1989 ve výstavbě sídliště Pozňaky. V roce 1984 bylo území obytné čtvrti Pozňaky převedeno do nově vzniklé městské části Osokorky, ale v roce 1989 bylo převedeno zpátky pod město. V letech 1989 až 2001 byly Pozňaky součástí Charkovského okresu Kyjeva a od roku 2001 jsou součástí Darnyckého okresu.
Již při plánování sídliště se počítalo s tím, že zde budou vybudovány panelové domy o výšce až 16 pater kvůli vyššímu možnému počtu obyvatel. Vývoj sídliště byl nejaktivnější v polovině 90. let 20. století, a to i přes špatnou finanční situaci města. Po roce 2000 se na rozvoji oblasti podílejí převážně developeři.

### Ruská invaze na Ukrajinu v roce 2022
Během ruské invaze v roce 2022 byl panelový dům na ulici Oleksandra Košyce poškozen troskami ruské rakety Kalibr, která byla sestřelena ukrajinskou protivzdušnou obranou a tři lidé byli hospitalizováni.

## Doprava

### Metro
Původně se toto sídliště nacházelo relativně daleko od metra a jeho prodloužení se plánovalo až po dokončení panelové výstavby, proto oblast nebyla vnímána jako prestižní. Vzhledem k nedostatku bytů a dlouhým pořadníkům na byty však bylo sídliště velmi rychle obydleno. Z tohoto důvodu práce na rozšíření metra začaly již v roce 1990 a stanice metra Pozňaky byla zprovozněna 28. prosince 1994, již během samostatného Ukrajinského státu. Byla kvůli tomu vybudována mimoúrovňová křižovatka, pod kterou metro projíždí. Ve stejný den byla otevřena také stanice Charkivska, která se nachází na stejném budovaném úseku.

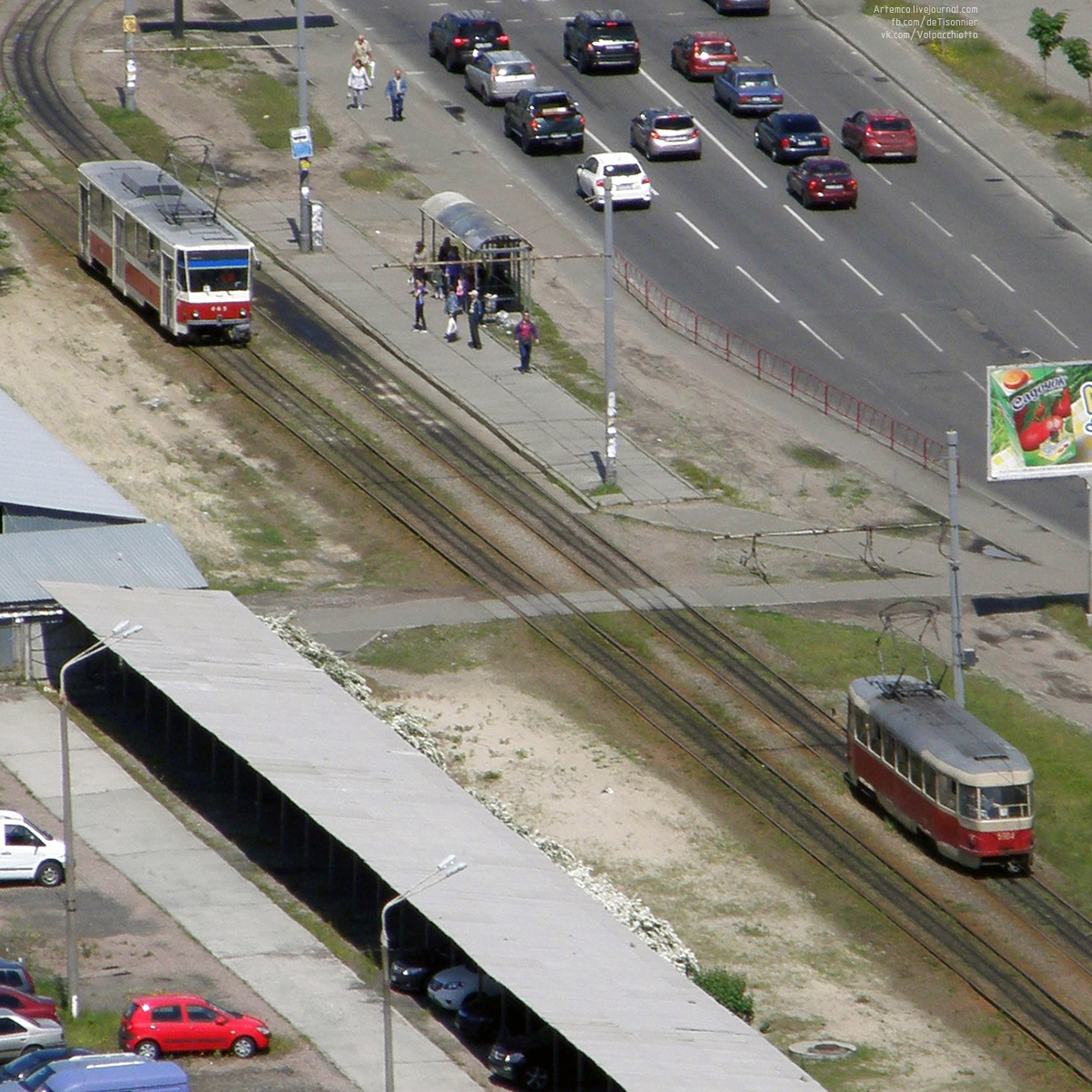
Tramvajová zastávka ATS na prospektě Petra Hryhorenka

### Silniční doprava
Rozvoj sídlišť Pozňaky a Osokorky byl z velké části umožněn výstavbou mostu Pivděnnyj, přes který projíždí i zmíněné metro, přesněji jeho linka Syrecko-Pečerska. Od 60. let 20. století jsou Pozňaky a Osokorky spojeny s Livoberežným masivem autobusovou linkou č. 42. Kolem roku 1975 začala po ulicích Zdolbunivska a Sortuvalna jezdit autobusová linka č. 5, která vedla na sídliště Berezňaky z čtvrti Pečersk. Její provoz byl ukončen na konci 90. let. V polovině 80. let se objevily minibusy č. 108 a 109 (linka č. 109 byla ukončena na konci 90. let), které také spojovaly Pozňaky s Levibřežným masivem.

### Tramvaj
V březnu 1998 byla otevřena tramvajová linka č. 8, která spojuje sídlistě Pozňaky a Lysovyj masyv. Dne 15. dubna 2022 byla spuštěna linka č. 28d, která jezdí do Troješčyny. Nedaleko stanice metra se také nachází tramvajová smyčka, kde již výše zmíněné linky končí.